# Martí Cifuentes
Martí Cifuentes Corvillo, född 7 juli 1982 i Sant Cugat del Vallès, är en spansk fotbollstränare. Han är sedan 2025 huvudtränare för Leicester City i Englands andradivision EFL Championship.

## Tränarkarriär

### Tidig karriär
Cifuentes började tränarkarriären i Ajaxs och Millwalls ungdomsakademier,  men gick år 2014 vidare till spanska Segunda División B klubben UE Sant Andreus A-lag. Inför säsongen 2015/2016 gick han till ligakonkurrenten CE L'Hospitalet. Cifuentes var den yngsta tränaren i spanska andradivisionen under säsongerna 2013/2014 och 2015/2016. Han flyttade 2018 till Sverige för att leda AIK:s reservlag och akademi.

### Sandefjord
Cifuentes blev den 31 maj 2018 utsedd till huvudtränare för norska laget Sandefjord på ett kontrakt som sträckte sig till 2020. När Cifuentes tillträdde hade laget endast vunnit 5 poäng efter 12 omgångar och åkte i slutet av samma säsong ut ur Eliteserien, trots att bara ha förlorat 6 av de 18 sista matcherna. Laget blev följande säsong uppflyttade tillbaka till Eliteserien efter att ha slutat på andra plats. Under Cifuentes sista säsong som huvudtränare för Sandefjord slutade laget på 11:e plats, vilket var klubbens bästa resultat på 11 år.

### AaB
Den 1 januari 2021 tillträdde Cifuentes som huvudtränare för den danska klubben Aalborg BK på ett kontrakt som sträckte sig till sommaren 2023. Efter åtta matcher under spanjoren slutade klubben säsongen 2020-2021 på nionde plats. Under följande säsong låg AaB på fjärde plats efter 17 omgångar när Cifuentes lämnade.

### Hammarby IF
Den 12 januari 2022 anlitades Cifuentes som huvudtränare för den Allsvenska klubben Hammarby IF inför säsongen 2022 och tillträdde officiellt den 24 januari efter förhandlingar mellan Hammarby och AaB. Under ett kontrakt som sträcker sig till 2024, efterträdde han Milos Milojevic som sparkades och senare skrev på för allsvenska konkurrenten Malmö FF.
Med Cifuentes som huvudtränare startade Hammarby säsongen 2022 starkt. Under sin första tid vann klubben sina fem första omgångar i Allsvenskan som ledde till att Cifuentes blev utsedd till säsongens första "Månadens tränare". Som regerande mästare tog sig Hammarby till final i svenska cupen, men förlorade på straffar mot Milojevics MFF. Trots att ha legat på första plats mellan omgångarna 2-9 slutade Hammarby på tredje plats i Allsvenskan efter BK Häcken och Djurgården, vilket innebar att klubben kvalificerades för kval i Conference League.
Efter den tredje sista matchen för säsongen, mot IK Sirius den 30 november 2023 som slutade 2-2, offentliggjordes det att Cifuentes gjort sin sista match med Hammarby.

### Queens Park Rangers
Den 30 oktober 2023 anlitades Cifuentes som huvudtränare för den då krisande Championship-klubben, QPR, som låg på nedflyttningsplats med 8 poäng efter 14 spelade omgångar. Hans första match som huvudtränare för klubben kom den 4 november 2023, mot Rotherham United, och slutade 1-1.
I sin första säsong med QPR, lyckades Cifuentes vända situationen och säkra klubbens kontrakt för vidare spel i den engelska andraligan efter 38 poäng i de resterande 34 ligamatcher där klubben till slut hamnade på en 15:e plats.
Den 29 april 2025 meddelade klubben att de hade arbetsbefriat Cifuentes inför säsongens sista match, efter rapporter om att han hade sökt det lediga tränarjobbet hos West Bromwich Albion. 
Den 24 juni 2025 meddelades det vidare att Cifuentes hade lämnat klubben genom gemensam överenskommelse.

### Leicester City
Den 15 juli 2025 utsågs Cifuentes till ny tränare för EFL Championship-laget Leicester City på ett 3-årskontrakt.

## Privatliv
Cifuentes har UEFA Pro-licens och en masterexamen i Sports Mangement från The Johan Cruyff Institute i Barcelona, samt en handelsexamen från universitetet i Barcelona.